# Șuțești (Brăila)
Şuţeşti é uma comuna romena localizada no distrito de Brăila, na região de Muntênia. A comuna possui uma área de 88.68 km² e sua população era de 4561 habitantes segundo o censo de 2007.